# EHF Liga prvaka 1998./99.
Ovo je 39. izdanje elitnog europskog klupskog rukometnog natjecanja. Barcelona je osvojila četvrti uzastopni naslov. 16 momčadi je raspoređeno u četiri skupine po četiri. Prve dvije momčadi iz svake idu u četvrtzavršnicu.

## Turnir

### Poluzavršnica
- Celje Pivovarna Laško -  Barcelona 35:32, 26:30
- Badel 1862 Zagreb -  Portland San Antonio 27:22, 23:26

### Završnica
- Badel 1862 Zagreb -  Barcelona 22:22, 18:29

- europski prvak:  Barcelona (peti naslov)

## Vanjske poveznice
- Opširnije